# Michel Fugain

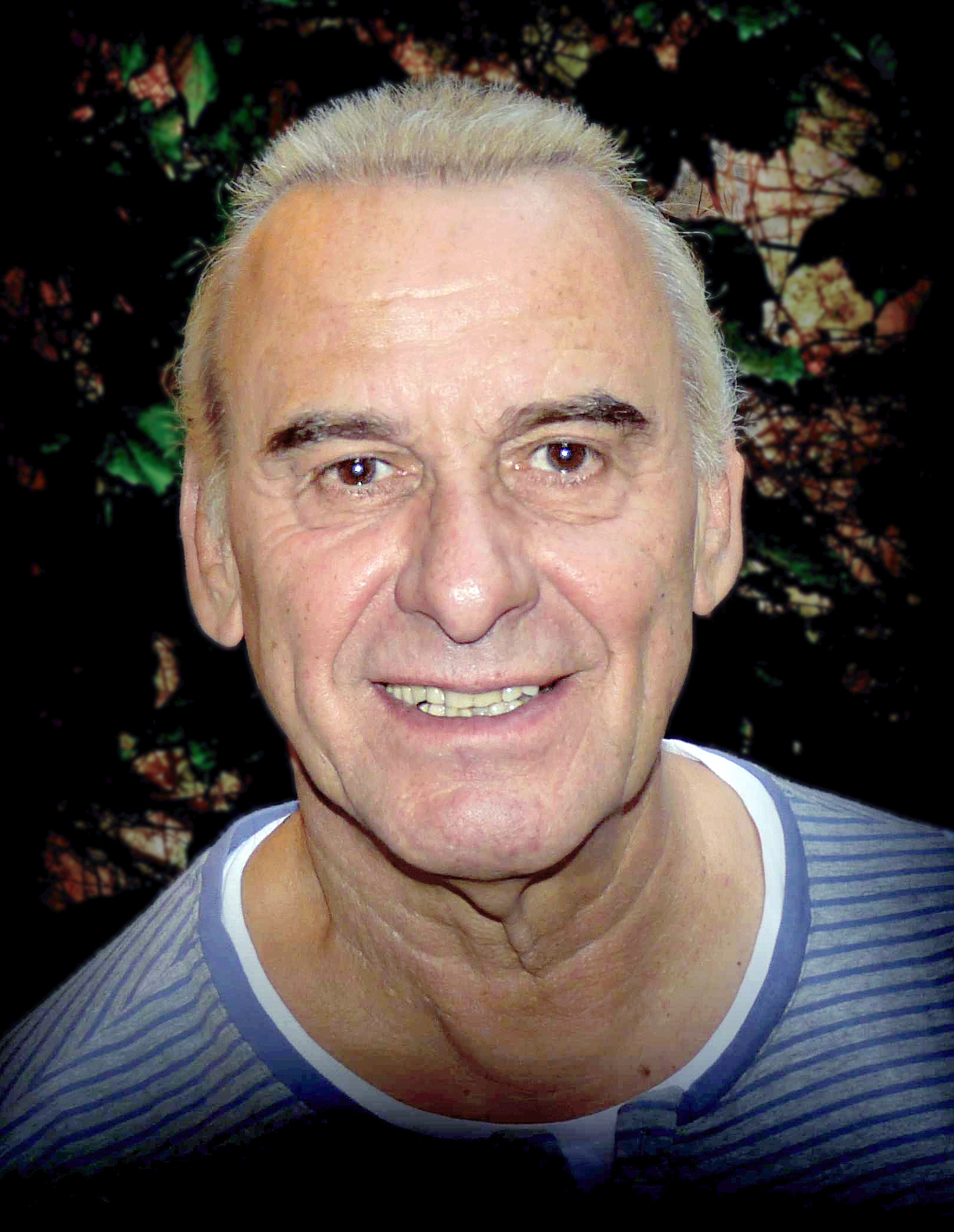
Michel Fugain (2011)

Michel Fugain (* 12. Mai 1942 in Grenoble, Frankreich) ist ein französischer Sänger und Komponist. 

## Wirken
Inspiriert von der deutschen Band Les Humphries Singers, die Fugain 1971 entdeckt hatte, gründete er im folgenden Jahr, 1972, mit elf Musikern und 15 Sängern sowie Tänzern die Formation Michel Fugain et le Big Bazar. Zeitweise waren bis zu 35 Personen auf Tournee. Sie waren in Frankreich bis 1976 außerordentlich erfolgreich und hatten einige Hits. An der Filmversion seines Musicals Un enfant dans la ville wirkte auch die Schlagersängerin Mary Roos mit.
Titelsong seines ersten Albums war 1967 das Lied Je n’aurai pas le temps, welches später in der Version des Neuseeländers John Rowles als If I Only Had Time ein internationaler Erfolg wurde.

## Diskografie (Auswahl)

### Alben
| Jahr | Titel                              | Höchstplatzierung, Gesamtwochen, AuszeichnungChartplatzierungen (Jahr, Titel, Platzierungen, Wochen, Auszeichnungen, Anmerkungen) | Höchstplatzierung, Gesamtwochen, AuszeichnungChartplatzierungen (Jahr, Titel, Platzierungen, Wochen, Auszeichnungen, Anmerkungen) | Höchstplatzierung, Gesamtwochen, AuszeichnungChartplatzierungen (Jahr, Titel, Platzierungen, Wochen, Auszeichnungen, Anmerkungen) | Anmerkungen                              |
| Jahr | Titel                              | FR | BEW | CH | Anmerkungen                              |
| ---- | ---------------------------------- | --- | --- | --- | ---------------------------------------- |
| 1995 | Plus ça va...                      | FR— GoldFR | BEW22 (15 Wo.)BEW | — |                                          |
| 1995 | Le meilleur de                     | — | BEW11 (20 Wo.)BEW | — |                                          |
| 1996 | Petites fêtes entre amis           | FR26 Gold · (8 Wo.)FR | BEW31 (7 Wo.)BEW | — |                                          |
| 1998 | De l’air!                          | FR45 Gold · (8 Wo.)FR | BEW41 (3 Wo.)BEW | — |                                          |
| 2001 | Encore                             | FR31 Gold · (30 Wo.)FR | BEW18 (11 Wo.)BEW | CH85 (2 Wo.)CH | Erstveröffentlichung: 5. März 2001       |
| 2005 | Attention mesdames et messieurs... | FR168 (3 Wo.)FR | — | — |                                          |
| 2007 | Bravo et merci!                    | FR29 (13 Wo.)FR | BEW5 (17 Wo.)BEW | — | Erstveröffentlichung: 23. Februar 2007   |
| 2012 | Bon an mal an                      | — | BEW88 (3 Wo.)BEW | — |                                          |
| 2013 | Fugain & le Big Bazar              | FR64 (5 Wo.)FR | BEW68 (15 Wo.)BEW | — | Erstveröffentlichung: 4. März 2013       |
| 2013 | Projet pluribus                    | FR94 (4 Wo.)FR | BEW89 (10 Wo.)BEW | — | Erstveröffentlichung: 27. September 2013 |
| 2024 | La vie, l’amour, etc.              | — | BEW200 (1 Wo.)BEW | — | Erstveröffentlichung: 1. November 2024   |

Weitere Alben
- 1989: Les Plus Grands Succès (FR: ×2Doppelgold )
- 1990: Vivant, Fugain Live
- 2004: C’est pas de l’amour mais c’est tout comme (FR: ×2Doppelgold )

### Singles
| Jahr | Titel Album                             | Höchstplatzierung, Gesamtwochen, AuszeichnungChartsChartplatzierungen (Jahr, Titel, Album, Platzierungen, Wochen, Auszeichnungen, Anmerkungen) | Anmerkungen |
| Jahr | Titel Album                             | FR | Anmerkungen |
| ---- | --------------------------------------- | --- | ----------- |
| 1990 | Les années guitare Vivant, Fugain Live  | FR40 (2 Wo.)FR |             |
| 1991 | Chaque jour de plus Vivant, Fugain Live | FR38 (4 Wo.)FR |             |
| 1998 | 2000 ans et un jour De l’air!           | FR25 (19 Wo.)FR |             |
| 2001 | Encore                                  | FR38 (10 Wo.)FR |             |
| 2002 | L’eau qu’on boit Encore                 | FR82 (1 Wo.)FR |             |
| 2005 | Attention mesdames et messieurs...      | FR65 (7 Wo.)FR |             |

## Ehrungen
- 2009: Commandeur des Ordre des Arts et des Lettres[3]